# Bont (huid)

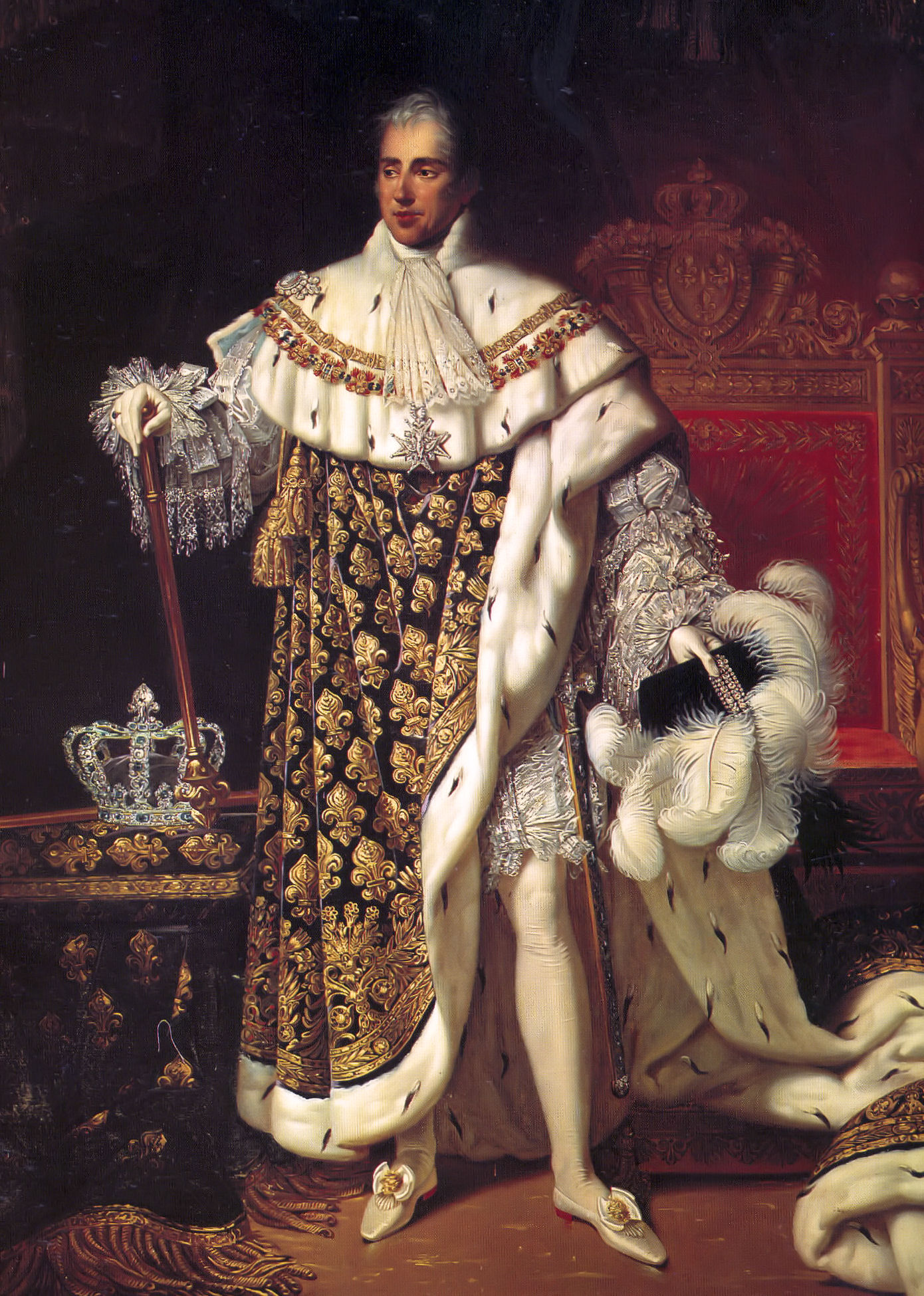
Voering uit bont

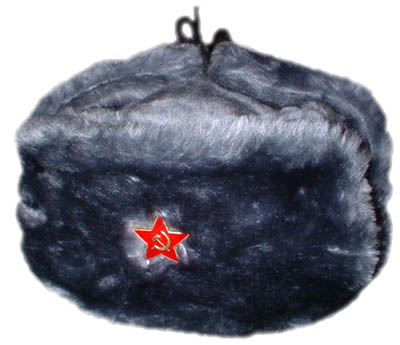
Een oesjanka met de oorflappen boven vastgebonden

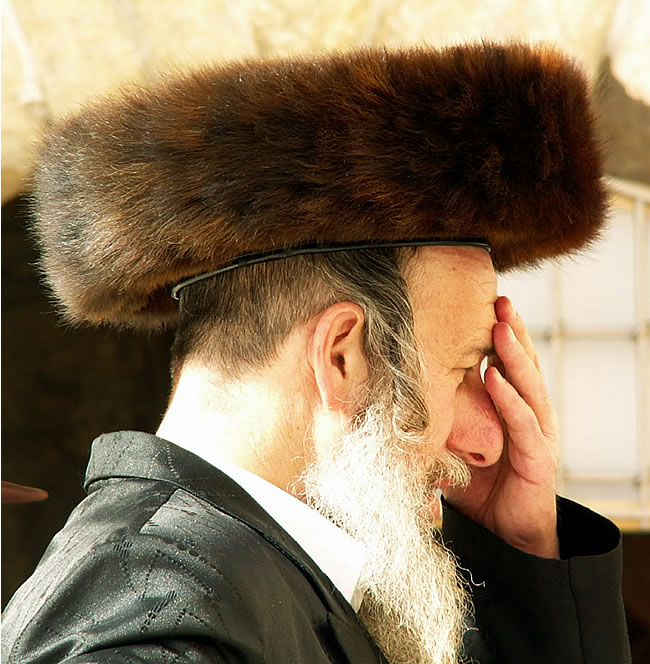
Orthodoxe Jood met sjtreimel van sabelmarterbont bij de Klaagmuur

Bont is een gevilde zachtbehaarde dierenhuid, gelooid met behoud van de haren. Bont is dus een gevilde en gelooide vacht of pels, maar de termen pels en bont worden ook wel gebruikt voor kledingstukken van bont.
Bont wordt, vanwege zijn isolerende kwaliteit, onder andere gebruikt voor het maken of voeren van onder meer kleding, dekbedden, schoeisel, handtassen en moffels. Bont kan worden gemaakt van het vel van wilde dieren, van voor het vlees geslachte dieren of van speciaal daarvoor gefokte dieren.
Echt bont is naast een eerste levensbehoefte in extreem koude gebieden ook een luxeproduct. De kwaliteit overstijgt ruim die van synthetisch of imitatiebont, zowel wat het warmtebehoud als levensduur betreft. De productie is de laatste jaren gestegen van 25 miljoen pelzen per jaar (wereldwijd) naar 60 miljoen pelzen per jaar.

## Markt
In 2010 werden in Europa zo'n 30 miljoen nertsen, twee miljoen vossen en 100.000 wasbeerhonden gefokt voor hun pels. In Europa worden de meeste pelsdieren gefokt in Denemarken, Finland en Nederland.

### Nederland
Vossen- en chinchillafokkerijen zijn in Nederland respectievelijk sinds 1995 en 1997 verboden. Het fokken van nertsen voor hun pels is vanaf voorjaar 2021 verboden. Volgens het Centraal Bureau voor de Statistiek worden in Nederland op 160 pelsdierfokkerijen 1 miljoen edelpelsdieren gehouden. Het gaat voornamelijk om nertsen. Volgens het European Fur Breeders Association (EFBA) worden in Nederland jaarlijks 4,8 miljoen dieren voor hun bont gehouden. Nederland is daarmee, na China en Denemarken, in grootte de derde producent ter wereld. De meeste pelzen worden verkocht op veilingen in Scandinavië, Amerika en Canada aan bonthandelaren uit heel de wereld. Daarna (vooral in China en Griekenland) worden zij verwerkt tot jassen, mutsen, kragen of allerlei accessoires zoals sjaals, tassen en kleden, en weer geëxporteerd naar bijvoorbeeld China, de Verenigde Staten, Rusland en andere landen in Europa. In 2004 werd een wet aangenomen die het welzijn van nertsen op de Nederlandse farms waarborgt, maar in 2010 stemde de Tweede Kamer in met een wetsvoorstel om de nertsenfokkerij 'uit te faseren'. Dit houdt in dat de sector geleidelijk zal worden afgebouwd tot ten slotte in 2024 een volledig fokverbod is bereikt. Op 15 januari 2013 is de Wet verbod pelsdierhouderij in werking getreden. Vanaf dat moment mogen nertsenhouders hun bedrijf niet meer uitbreiden en er mogen geen nieuwe bedrijven meer worden gestart. Bestaande fokkers kunnen hun werkzaamheden, onder voorwaarden, nog tot 2024 voortzetten. In augustus 2020 heeft het kabinet na advies van het OMT-Z besloten om het fokken van nertsen vanaf voorjaar 2021 te verbieden, nadat er verschillende SARS-CoV-2 uitbraken waren geconstateerd in nertsenhouderijen. De maatregel is om de verspreiding van het virus binnen de nertsenhouderij te stoppen.

### Buiten Nederland
Het fokken van nertsen was reeds verboden in het Verenigd Koninkrijk, Oostenrijk, Zwitserland en Kroatië. Hierbij dient in aanmerking te worden genomen dat in Oostenrijk zich één pelsdierhouderij bevond, en in Zwitserland en Kroatië geen enkele. In Duitsland en Italië zijn voorstellen gedaan de welszijnseisen dusdanig te verhogen dat naar alle waarschijnlijkheid het fokken van nertsen in deze landen onrendabel zal worden.
In koude gebieden in Scandinavië, Oost-Europa, Azië en Noord-Amerika is het gebruik van bont sociaal geaccepteerd, elders in het westen meer gecontesteerd. In Duitsland en het Verenigd Koninkrijk verzet men zich voornamelijk tegen het gebruik van bont dat afkomstig is van niet-gefokte pelsdieren.

## Pelswerk
Een van pels(en) gemaakt product, bijvoorbeeld een bontjas of -muts, wordt pelswerk of pelterij genoemd. Een bekend bontproduct is de pelsmuts of oesjanka.

## Kritiek
Vanaf de jaren 60 zijn de protesten tegen het dragen van bont aanzienlijk toegenomen. Een overgrote meerderheid is tegen het gebruik van bont. Tegenstanders vinden het onethisch dat zoveel dieren worden gedood (louter) om van hun pels kleding te maken. Tevens is er in toenemende mate berichtgeving over het levend villen van dieren en andere erbarmelijke omstandigheden. Deze industrie is diverse malen in het nieuws geweest vanwege het levend villen van de wasbeerhonden, vooral in China. Dit naar aanleiding van diverse onderzoeken in China door organisaties voor dierenrechten, die het levend villen en andere erbarmelijke misstanden aan het licht brachten. De ophef hierover heeft ertoe geleid dat een groot aantal lidstaten van de Europese Unie tijdens de Landbouwraad heeft aangegeven deze misstanden op Europees niveau aan te willen pakken. Een groeiend aantal merken en winkelketens verklaart geen bont of enkel imitatiebont in de collectie te voeren.
Internationaal keert dierenrechtenorganisatie PETA zich tegen de bonthandel en het gebruik van bont. In Nederland komt kritiek voornamelijk van de Bont voor Dieren.

## Modemerken
Omdat bont een hoogstaand luxe-artikel is, was de toepassing ervan nog lang gebruikelijk in de wereld van de Haute Couture. Calvin Klein was in 2014 een van de eerste grote merken die aankondigde te stoppen met bont. Andere luxe merken die volgden waren Chanel, Armani en Versace. Gucci kondigde in 2017 aan ook te stoppen, waarna Balenciaga en Alexander McQueen volgden. In 2021 kondigde Kering, het Franse moederbedrijf van modehuizen Saint Laurent en Brioni, aan vanaf 2022 geen bont meer in zijn collecties te gebruiken.

## Terminologie
Het gebruik van het woord bont voor pels is ontstaan tijdens de middeleeuwen, waarmee men toen één specifieke en ook de meest aangewende pelssoort uit die tijd benoemde, namelijk de pels van buik en flanken van de gewone eekhoorn (Sciurus vulgaris) in zijn vele bonte kleurfases. Eekhoornpels heeft veel gezichten. Uit het velgedeelte van buik (altijd wit) en flanken (variërend volgens zomervacht - rood, wintervacht – grijs/grauw of melanisme - zwart) werd grauw, rood en zwart bontwerk en schoonwerk vervaardigd.
Ook in het Frans heeft men tijdens de middeleeuwen het woord vair (van het Latijn varius), ook vairon, voor eekhoornpels van buik en flanken in gebruik genomen. Eenzelfde ontstaan als voor het begrip bont, namelijk variante kleuren. Echter in de Franse taal is het courante gebruik van dat woord vair gebleven bij de pels van eekhoorn en nooit veralgemeend. Het is nu zelfs helemaal opnieuw in onbruik geraakt.
Het ruggedeelte van het eekhoornvel werd bijna altijd afzonderlijk verwerkt en werd grauwwerk (ook roodwerk en zwartwerk) genoemd. We vinden in sommige steden nog een Grauwwerkersstraat terug.
Een pas gevild vel wordt in zijn ruwe toestand gedeeltelijk ontvet, opgespannen en gedroogd om verkoopbaar te zijn. De vacht is de beharing van een vel, die door de band genomen bestaat uit schutharen, dikkere kroonharen als ondersteuning van de vacht, en een fijne, zachte onderwol. Sommige zoogdieren (runderen, paarden, kortharige geitensoorten enz.) hebben geen onderwol, enkel schuthaar.
De benaming bont of pels wordt tegenwoordig zowel voor het gelooide dierenvel als voor de kledingstukken die daaruit vervaardigd zijn, gebruikt. Een dierenvel dat verhandeld wordt voor het maken van bont of pels bestaat uit het gelooide of bereide volledige vel, bestaande uit huid en vacht tezamen.
Gelooide losse vellen of gesorteerde bundels van kwalitatief gelijke vellen worden pelterijen genoemd in de handel. De term pelterijen kan ook verwijzen naar halffabricaten die voorbereid zijn om in diverse pelsen of bont verwerkt kunnen worden. Halffabricaten bestaan uit een reeks gesorteerde, bij elkaar passende vellen of uit bijeen gesorteerd, gerecupereerd snijafval (zoals het afgesneden vel van poten, koppen, kelen, oksels, onderruggen) van vellen. Die zijn reeds aaneengestikt in een bepaalde vorm, klaar om in een kledingstuk of een andere pelsvorm te worden verwerkt. Die halffabricaten worden bodies of nappen genoemd, naargelang hun vorm of grootte.
Onder huid verstaat men in de handel een ruw vel van grotere dieren (zoals rund, paard) die ingezouten, nat, worden verhandeld. In de bont- of pelshandel spreekt men dus niet over huiden, maar over vellen zoals konijnenvellen, vossenvellen en schapenvellen. Ook de Europese regelgeving maakt duidelijk een onderscheid tussen huiden en vellen.